# Seychellsalangan
Seychellsalangan (Aerodramus elaphrus) är en fågel i familjen seglare som enbart förekommer i ögruppen Seychellerna i Indiska oceanen.

## Utseende och läten
Seychellsalanganen är en liten (10–12 cm) och mörk seglare. Fjäderdräkten är genomgående gråbrun, undertill något ljusare. Stubbstjärtseglaren som tillfälligt påträffats i Seychellerna är mörkbrun med vit övergump. Lätena beskrivs som mjukt kvittrande från flygande flockar och metalliska klickande i häckningskolonierna.

## Utbredning och systematik
Fågeln återfinns i Seychellerna. Den behandlas som monotypisk, det vill säga att den inte delas in i några underarter.

## Status
IUCN kategoriserar arten som sårbar.